# Kudadepa
Kudadepa is een bestuurslaag in het regentschap Tasikmalaya van de provincie West-Java, Indonesië. Kudadepa telt 3359 inwoners (volkstelling 2010).